# 마르틴 방게만

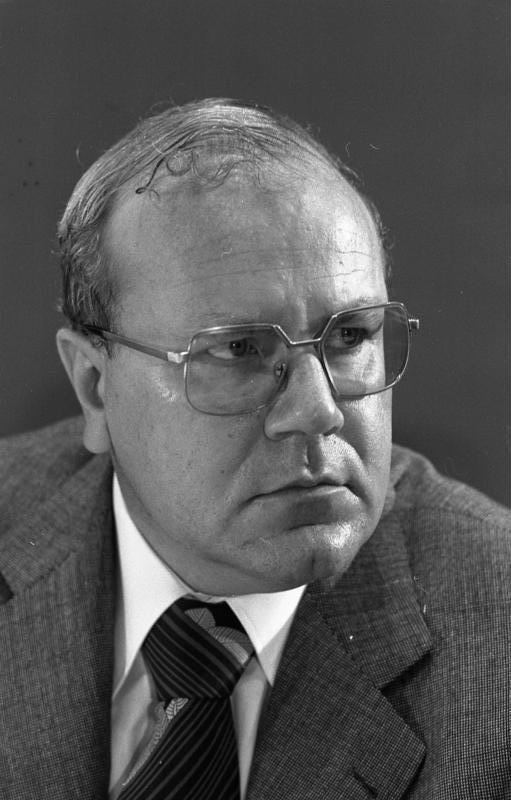
1977년 모습

마르틴 방게만(Martin Bangemann, 1934년 11월 15일 – 2022년 6월 28일)은 독일의 정치인이자 1985년부터 1988년까지 자유민주당 (독일, 1948년)(FDP)의 지도자였다. 독일 연방 경제장관이자 유럽 집행위원이었다.

## 생애
방게만은 1934년 11월 15일 반즐레벤(Wanzleben)에서 태어났다. 튀빙겐과 뮌헨에서 법학을 공부하고 1962년 "법률 및 법학의 이미지와 허상"(Bilder und Fiktionen in Recht und Rechtswissenschaft)이라는 제목의 논문으로 박사학위를 받았다. 1964년에 변호사 자격을 얻었다. 1963년에 FDP에 가입했다. 바덴뷔르템베르크주에서 변호사로 일했다.
1972년에 독일 연방의회 의원으로 선출되었으며 잠시 FDP 사무총장을 역임했다.
방게만은 1973년부터 1984년까지 유럽 의회 의원이었다. 1976년부터 1979년까지 그는 부회장을 역임했고, 1979년부터 1984년까지 자유민주그룹 회장을 역임했다. 1978년부터 1979년까지 예산위원회 부의장을 역임했다.
방게만은 1984년부터 1988년까지 연방경제기후보호부 장관을 역임했다. 그의 임기 중 문제는 높은 실업률과 철강, 석탄 및 조선소 위기였다.
1988년에 방게만은 유럽 위원회에 합류했다. 그는 1989년부터 1995년까지 델로스(Delors) 위원회에서 내부 시장 및 산업 문제 위원을 역임했다. 그 후 1995년부터 1999년까지 샌터(Santer) 위원회에서 산업 문제, 정보 및 통신 기술 위원을 역임했다.
위원으로서 1994년에 "유럽과 글로벌 정보 사회" 보고서를 작성한 "고위 그룹"을 이끌었다. 이 문서에는 정보 인프라와 관련하여 유럽이 취해야 하는 조치에 대해 유럽 이사회에 대한 권장 사항이 포함되어 있다. 이는 "방게만 보고서"로 알려졌으며 많은 EU 정책에 영향을 미쳤다.
그 후 그는 유럽 정치에서 스페인 그룹 텔레포니카의 이사회로 옮겼다. 게다가 방게만은 컨설팅 에이전시도 운영했다.
그는 결혼했고 다섯 명의 자녀를 두었다.
방게만은 2022년 6월 28일 되세브르주에 있는 자택에서 87세의 나이로 심장마비로 사망했다.